# Schmetterlinge im Bauch
Schmetterlinge im Bauch is een Duitse telenovela in opdracht van Sat.1 gemaakt door 'Producers at Work'.
In België wordt deze telenovela uitgezonden door VijfTV onder de werktitel 'Love is in the Air'.

## Inhoud
Het verhaal is gebaseerd op Nelly Heldmann, die op haar trouwdag wordt bedrogen door haar man Jens met haar beste vriendin. In alle paniek ontvlucht ze haar geboortestad Bielefeld en verhuist naar Berlijn op zoek naar de nieuwe liefde ...

## Hoofdpersonages
| Acteur/Actrice           | Personage               | Instap in de serie | Verwijdering uit de serie | Opmerking |
| Alissa Jung              | Nelly Heldmann          |                    |                           |           |
| Raphaël Vogt             | Nils Heyden             |                    |                           |           |
|                          |                         |                    |                           |           |
| Laurent Daniels          | Volker Möllenkamp       |                    |                           |           |
| Nicole Ernst             | Katrin Meyer            |                    |                           |           |
| Sonja Gerhardt           | Alexandra „Alex“ Heyden |                    |                           |           |
| Matthias Matz            | Henning Kossmann        |                    |                           |           |
| Marie Munz               | Judith von Bütow        |                    |                           |           |
| Matthias Paul            | Konstantin Eppinger     |                    |                           |           |
| Jannek Petri             | Mark Eppinger           |                    |                           |           |
| Julia Philippi           | Jennifer „Jenny“ Wendt  |                    |                           |           |
| Sandra Schreiber         | Aglaja „Laja“ Heyden    |                    |                           |           |
| Christian Wunderlich     | Jochen „Klemmi“ Klemm   |                    |                           |           |
| April Hailer             | Carola Heldmann         | Aflevering 3       |                           |           |
| Bernd E. Jäger van Boxen | Martin Rudolph          | Aflevering 4       |                           |           |
| Paco-Luca Nitsche        | Simon „Zack“ Rudolph    | Aflevering 4       |                           |           |
| Claudia Vogt             | Maybritt Schelling      | Aflevering 5       |                           |           |
| Zacharias Preen          | Hartmut Hallstedt       | Aflevering 8       |                           |           |

Als er geen instap vermeld staat, dan komen deze personages al reeds aflevering 1&2 in de telenovela voor.

## Nevenpersonages
| Acteur/Actrice  | Personage        | Instap in de serie | Verwijdering uit de serie | Opmerking |
| Anna-Luise Kiss | Melanie Schmidt  | Aflevering 1/2     | Aflevering ?              |           |
| Sascha Tschorn  | Jens             | Aflevering 1/2     | Aflevering ?              |           |
| Gertie Honeck   | Tante Inge       | Aflevering ?       | Aflevering ?              |           |
| Yvonne Woelke   | Stewardess Antje | Aflevering ?       | Aflevering ?              |           |
| Max Wooelky     | Tobias           | Aflevering ?       | Aflevering                |           |